# 第67回カンヌ国際映画祭
第67回カンヌ国際映画祭（だい67かいカンヌこくさいえいがさい）は、2014年5月14日から25日にかけて開催された。

## 概要
オープニング作品はコンペティション外で上映されるオリヴィエ・ダアン監督の『グレース・オブ・モナコ 公妃の切り札』である。クロージング作品はクエンティン・タランティーノ監督の紹介の元、マカロニ・ウェスタン誕生50周年を記念して復刻版がコンペティション外で上映されるセルジオ・レオーネ監督の『荒野の用心棒』である。
コンペティション部門の審査員長はニュージーランドの映画監督であるジェーン・カンピオン、ある視点部門の審査員長はアルゼンチンの映画監督であるパブロ・トラペロが務めた。
新人監督に与えられるカメラ・ドールはある視点部門の7作品、監督週間の4作品、批評家週間の4作品の15本の初監督作品が候補である。審査員長はフランスの女優・映画監督であるニコール・ガルシアが務めた。
開会式および閉会式の司会はフランスの俳優であるランベール・ウィルソンが務めた。
公式ポスターはフェデリコ・フェリーニ監督の1963年の映画『8 1/2』に出演したイタリアの俳優であるマルチェロ・マストロヤンニがフィーチャーされている。
また、1978年にカンヌ国際映画祭の総代表に就任し、ある視点部門やカメラ・ドール、シネファウンデーション部門を創設し、2001年からは会長を務めていたジル・ジャコブが今年度で同職を退任し、後任にはピエール・ルスキュールが就任することが発表された。ジャコブは名誉会長に就任する。
パルム・ドールはヌリ・ビルゲ・ジェイラン監督の『雪の轍』が受賞した。

## 公式選出

### コンペティション部門
コンペティション部門では以下の18作品が上映された。オープニング作品はマイク・リー監督の『ターナー、光に愛を求めて』である。
| 日本語題                   | 原題                 | 監督                                              | 製作国                                |
| -------------------------- | -------------------- | ------------------------------------------------- | ------------------------------------- |
| ターナー、光に愛を求めて   | Mr. Turner           | マイク・リー                                      | イギリス                              |
| 禁じられた歌声             | Timbuktu             | アブデラマン・シサコ                              | モーリタニア フランス                 |
| 白い沈黙                   | The Captive          | アトム・エゴヤン                                  | カナダ                                |
| 雪の轍                     | Kış Uykusu           | ヌリ・ビルゲ・ジェイラン                          | トルコ ドイツ フランス                |
| SAINT LAURENT/サンローラン | Saint Laurent        | ベルトラン・ボネロ                                | フランス                              |
| 人生スイッチ               | Relatos salvajes     | ダミアン・ジフロン                                | アルゼンチン スペイン                 |
| ミッション・ワイルド       | The Homesman         | トミー・リー・ジョーンズ                          | アメリカ合衆国 フランス               |
| 夏をゆく人々               | Le meraviglie        | アリーチェ・ロルヴァケル                          | イタリア スイス ドイツ                |
| フォックスキャッチャー     | Foxcatcher           | ベネット・ミラー                                  | アメリカ合衆国                        |
| マップ・トゥ・ザ・スターズ | Maps to the Stars    | デヴィッド・クローネンバーグ                      | カナダ アメリカ合衆国 フランス ドイツ |
| サンドラの週末             | Deux jours, une nuit | ジャン＝ピエール・ダルデンヌ リュック・ダルデンヌ | ベルギー イタリア フランス            |
| 2つ目の窓                  | 2つ目の窓            | 河瀨直美                                          | 日本                                  |
| あの日の声を探して         | The Search           | ミシェル・アザナヴィシウス                        | フランス                              |
| さらば、愛の言葉よ         | Adieu au Langage     | ジャン＝リュック・ゴダール                        | フランス                              |
| ジミー、野を駆ける伝説     | Jimmy's Hall         | ケン・ローチ                                      | イギリス アイルランド フランス        |
| Mommy/マミー               | Mommy                | グザヴィエ・ドラン                                | カナダ                                |
| アクトレス〜女たちの舞台〜 | Clouds of Sils Maria | オリヴィエ・アサヤス                              | フランス スイス ドイツ                |
| 裁かれるは善人のみ         | Левиафан             | アンドレイ・ズビャギンツェフ                      | ロシア                                |

### ある視点部門
ある視点部門では以下の20作品が上映された。オープニング作品はマリー・アマシューケリ、クレール・ブルジェ、サミュエル・セイス監督の『Party Girl』である。
| 日本語題                                  | 原題                                     | 監督                                                         | 製作国                                                                               |
| ----------------------------------------- | ---------------------------------------- | ------------------------------------------------------------ | ------------------------------------------------------------------------------------ |
|                                           | Party Girl                               | マリー・アマシューケリ クレール・ブルジェ サミュエル・セイス | フランス                                                                             |
|                                           | Harcheck mi headro                       | ケレン・イェダヤ                                             | イスラエル                                                                           |
|                                           | Amour Fou                                | ジェシカ・ハウスナー                                         | オーストリア · ルクセンブルク · ドイツ                                               |
| 青の寝室                                  | La chambre bleue                         | マチュー・アマルリック                                       | フランス                                                                             |
| ラブストーリーズ                          | The Disappearance of Eleanor Rigby: Them | ネッド・ベンソン                                             | アメリカ合衆国                                                                       |
| ホワイト・ゴッド 少女と犬の狂詩曲         | Fehér Isten                              | ムンドルツォー・コルネール                                   | ハンガリー · ドイツ · スウェーデン                                                   |
|                                           | Run                                      | フィリップ・ラコテ                                           | コートジボワール フランス                                                            |
| フレンチアルプスで起きたこと              | Turist                                   | リューベン・オストルンド                                     | スウェーデン                                                                         |
|                                           | Hermosa juventud                         | ハイメ・ロサレス                                             | スペイン                                                                             |
| 約束の地                                  | Jauja                                    | リサンドロ・アロンソ                                         | アルゼンチン · デンマーク · フランス · メキシコ · アメリカ合衆国 · ドイツ · ブラジル |
| バードピープル                            | Bird People                              | パスカル・フェラン                                           | フランス                                                                             |
| 私の少女                                  | 도희야                                   | チャン・ジュリ                                               | 韓国                                                                                 |
| クセニア                                  | Xenia                                    | パノス・H・コートラス                                        | ギリシャ フランス ベルギー                                                           |
| ロスト・リバー                            | Lost River                               | ライアン・ゴズリング                                         | アメリカ合衆国                                                                       |
| セバスチャン・サルガド/地球へのラブレター | The Salt of the Earth                    | ヴィム・ヴェンダース ジュリアーノ・リベイロ・サルガド        | フランス イタリア ブラジル                                                           |
|                                           | Titli                                    | カヌ・ベル                                                   | インド                                                                               |
|                                           | 幻想曲                                   | ワン・チャオ                                                 | 中国                                                                                 |
|                                           | Snow in Paradise                         | アンドリュー・ヒューム                                       | イギリス                                                                             |
|                                           | Charlie's Country                        | ロルフ・デ・ヒーア                                           | オーストラリア                                                                       |
| わかってもらえない                        | Incompresa                               | アーシア・アルジェント                                       | イタリア フランス                                                                    |

### コンペティション外
コンペティション外では以下の19作品が上映された。
| 日本語題                            | 原題                       | 監督               | 製作国                                    |
| ----------------------------------- | -------------------------- | ------------------ | ----------------------------------------- |
| グレース・オブ・モナコ 公妃の切り札 | Grace of Monaco            | オリヴィエ・ダアン | アメリカ合衆国 フランス ベルギー イタリア |
| ヒックとドラゴン2                   | How to Train Your Dragon 2 | ディーン・デュボア | アメリカ合衆国                            |
| 妻への家路                          | 歸來                       | チャン・イーモウ   | 中国                                      |
|                                     | L'Homme qu'on aimait trop  | アンドレ・テシネ   | フランス                                  |
| 荒野の用心棒 復刻版                 | Per un pugno di dollari    | セルジオ・レオーネ | イタリア スペイン 西ドイツ                |

ミッドナイト・スクリーニング
| 日本語題                            | 原題          | 監督                     | 製作国         |
| ----------------------------------- | ------------- | ------------------------ | -------------- |
| 悪党に粛清を                        | The Salvation | クリスチャン・レヴリング | デンマーク     |
| 奪還者                              | The Rover     | デヴィッド・ミショッド   | オーストラリア |
| ポイントブランク 〜標的にされた男〜 | 표적          | チャン                   | 韓国           |

スペシャル・スクリーニング
| 日本語題                            | 原題                                        | 監督 | 製作国                                                                            |
| ----------------------------------- | ------------------------------------------- | --- | --------------------------------------------------------------------------------- |
|                                     | ماء الفضة                                   | オサマ・モハメッド ウィリアム・シンフォ・ビデラカサ | シリア                                                                            |
| レッド・アーミー 〜氷上の熱き冷戦〜 | Red Army                                    | ギャビー・ポルスキー | アメリカ合衆国                                                                    |
|                                     | The Prophet                                 | ロジャー・アレス ガエタン・ブリッツィ ポール・ブリッツィ トム・ムーア ニーナ・ペイリー ビル・プリンプトン ジョアン・スファール マイケル・ソーチャ ジョアン・C・グラッツ モハメド・サイード・ハリブ | アメリカ合衆国 カナダ フランス レバノン カタール イギリス                         |
|                                     | The Owners                                  | アディルカン・イェルザノフ | カザフスタン                                                                      |
| ザ・タイガー 救世主伝説             | El Ardor                                    | パブロ・フェンドリック | アルゼンチン ブラジル フランス アメリカ合衆国                                     |
|                                     | Caricaturistes: Fantassins de la democratie | ステファニー・ヴァロアト | フランス                                                                          |
| ジェロニモ 愛と灼熱のリズム         | Géronimo                                    | トニー・ガトリフ | フランス                                                                          |
|                                     | Des Hommes et de la guerre                  | ローラン・ベキュー・ルナール | フランス                                                                          |
|                                     | Майдан                                      | セルゲイ・ロズニツァ | ウクライナ                                                                        |
|                                     | Les Ponts de Sarajevo                       | アイーダ・ベジッチ イジルド・ル・ベスコ レオナルド・ディ・コスタンツォ ペドロ・コスタ ジャン＝リュック・ゴダール カメン・カレフ セルゲイ・ロズニツァ ヴィンチェンツォ・マーラ ウルスラ・メイヤー ウラジミール・ペリシッチ クリスティ・プイウ マーク・レチャ アンゲラ・シャーネレク テレーザ・ヴィラヴェルデ | ボスニア・ヘルツェゴビナ · ブルガリア · ドイツ · イタリア · ポルトガル · フランス |

ル・モンド紙70周年記念作品
| 日本語題 | 原題              | 監督           | 製作国   |
| -------- | ----------------- | -------------- | -------- |
|          | Les Gens du Monde | イヴ・ジュラン | フランス |

## 独立選出

### 監督週間
監督週間では以下の19作品が上映された。オープニング作品はセリーヌ・シアマ監督の『Bande de filles』である。
| 日本語題                           | 原題                                 | 監督                                      | 製作国                       |
| ---------------------------------- | ------------------------------------ | ----------------------------------------- | ---------------------------- |
|                                    | Bande de filles                      | セリーヌ・シアマ                          | フランス                     |
|                                    | Catch Me Daddy                       | ダニエル・ウルフ                          | イギリス                     |
|                                    | Gett – Le Procès de Viviane Amsallem | ロニ・エルカベッツ シュロミ・エルカベッツ | イスラエル フランス ドイツ   |
| ナショナルギャラリー 英国の至宝    | National Gallery                     | フレデリック・ワイズマン                  | アメリカ合衆国 フランス      |
| ラヴ・アット・ファースト・ファイト | Les combattants                      | トマ・カイリー                            | フランス                     |
| 最後まで行く                       | 끝까지 간다                          | キム・ソンフン                            | 韓国                         |
|                                    | Refugiado                            | ディエゴ・レルマン                        | アルゼンチン フランス ドイツ |
|                                    | Mange tes morts                      | ジャン＝シャルル・フエ                    | フランス                     |
| コールド・バレット 凍てついた七月  | Cold in July                         | ジム・マイクル                            | アメリカ合衆国               |
| ファイナル・アワーズ               | These Final Hours                    | ザック・ヒルディッチ                      | オーストラリア               |
| クィーン アンド カントリー         | Queen and Country                    | ジョン・ブアマン                          | イギリス アイルランド        |
| セッション                         | Whiplash                             | デイミアン・チャゼル                      | アメリカ合衆国               |
|                                    | Tu dors Nicole                       | ステファン・ラフルール                    | カナダ                       |
| かぐや姫の物語                     | かぐや姫の物語                       | 高畑勲                                    | 日本                         |
|                                    | At Li Layla                          | アサフ・コーマン                          | イスラエル                   |
|                                    | Alleluia                             | ファブリス・ドゥ・ヴェルツ                | ベルギー フランス            |
| パレードへようこそ                 | Pride                                | マシュー・ウォーカス                      | イギリス                     |

スペシャル・スクリーニング
| 日本語題              | 原題                        | 監督               | 製作国         |
| --------------------- | --------------------------- | ------------------ | -------------- |
| プティ・カンカン      | P'tit Quinquin              | ブリュノ・デュモン | フランス       |
| 悪魔のいけにえ 修復版 | The Texas Chainsaw Massacre | トビー・フーパー   | アメリカ合衆国 |

### 批評家週間
批評家週間では以下の11作品が上映された。オープニング作品はジン・カレナール監督の『Faire: L'amour』である。
| 日本語題           | 原題                   | 監督                             | 製作国                |
| ------------------ | ---------------------- | -------------------------------- | --------------------- |
|                    | Più buio di mezzanotte | セバスティアーノ・リソ           | イタリア              |
| セルフ・メイド     | Boreg                  | シーラ・ゲフェン                 | イスラエル            |
| イット・フォローズ | It Follows             | デヴィッド・ロバート・ミッチェル | アメリカ合衆国        |
|                    | Gente de bien          | フランコ・ロリ                   | コロンビア            |
| 獣は月夜に夢を見る | Når dyrene drømmer     | ヨナス・アレクサンデル・アンビー | デンマーク            |
|                    | Hope                   | ボリス・ルシュキーヌ             | フランス              |
| ザ・トライブ       | Plemya                 | ミロスラヴ・スラボシュピツキー   | ウクライナ · オランダ |

スペシャル・スクリーニング
| 日本語題             | 原題           | 監督             | 製作国              |
| -------------------- | -------------- | ---------------- | ------------------- |
|                      | Faire: L'amour | ジン・カレナール | フランス            |
|                      | Reprise        | メラニー・ロラン | フランス            |
|                      | Haganenet      | ナダブ・ラピド   | イスラエル フランス |
| ヒポクラテスの子供達 | Hippocrate     | トマ・リルティ   | フランス            |

### ACID部門
ACID部門では以下の9作品が上映された。オープニング作品はカオウテラ・ベナニア監督の『Le Challat de Tunis』である。
| 日本語題 | 原題                   | 監督                                  | 製作国              |
| -------- | ---------------------- | ------------------------------------- | ------------------- |
|          | Le Challat de Tunis    | カオウテラ・ベナニア                  | チュニジア フランス |
|          | Qui vive               | マリアンヌ・タハデュー                | フランス            |
|          | Spartacus et Cassandra | イオアニス・ヌゲ                      | フランス            |
|          | Brooklyn               | パスカル・ティソー                    | フランス            |
|          | Cesta Ven              | ペトル・ヴァツラフ                    | チェコ · フランス   |
|          | La Fille et le fleuve  | オーレリア・ジョルジュ                | フランス            |
|          | Mercuriales            | ヴィルジル・ヴェニ                    | フランス            |
|          | Les Règles du jeu      | クロディーヌ・ボリ パトリス・シャニア | フランス            |
|          | New Territories        | ファビアニー・デシャン                | フランス            |

### カンヌ・クラシック
カンヌ・クラシックでは以下の22作品が上映された。イタリアの女優であるソフィア・ローレンが名誉招待者として主賓を務めた。オープニング作品は大島渚監督の『青春残酷物語』である。
| 日本語題                      | 原題                                                             | 監督                                                  | 製作国            | 製作年 |
| ----------------------------- | ---------------------------------------------------------------- | ----------------------------------------------------- | ----------------- | ------ |
| 青春残酷物語                  | N/A                                                              | 大島渚                                                | 日本              | 1960年 |
| レオロ                        | Léolo                                                            | ジャン＝クロード・ローゾン                            | カナダ フランス   | 1992年 |
| 偶然                          | Przypadek                                                        | クシシュトフ・キェシロフスキ                          | ポーランド        | 1987年 |
| 残酷ドラゴン 血斗竜門の宿     | 龍門客棧                                                         | キン・フー                                            | 台湾              | 1967年 |
| 陽は昇る                      | Le jour se lève                                                  | マルセル・カルネ                                      | フランス          | 1939年 |
|                               | Les Croix de Bois                                                | レイモン・ベルナール                                  | フランス          | 1932年 |
| 終電車                        | Le Dernier métro                                                 | フランソワ・トリュフォー                              | フランス          | 1980年 |
| 失はれた地平線                | Lost Horizon                                                     | フランク・キャプラ                                    | アメリカ合衆国    | 1937年 |
| 獣人                          | La Bête humaine                                                  | ジャン・ルノワール                                    | フランス          | 1931年 |
| 城の生活                      | Le vie de château                                                | ジャン＝ポール・ラプノー                              | フランス          | 1966年 |
| 青い山/本当らしくない本当の話 | ცისფერი მთები, ანუ დაუჯერებელი ამბავი                            | エリダル・シェンゲラーヤ                              | ジョージア        | 1983年 |
|                               | Les Violons du bal                                               | ミシェル・ドラック                                    | フランス          | 1974年 |
| 兵士トーマス                  | Overlord                                                         | スチュアート・クーパー                                | イギリス          | 1975年 |
|                               | Voix Humaine                                                     | エドアルド・ポンティ                                  | イタリア          | 2014年 |
| ああ結婚                      | Matrimonio all'italiana                                          | ヴィットリオ・デ・シーカ                              | イタリア フランス | 1964年 |
| 愚公山を移す                  | Regards sur une Revolution: Comment Yukong déplaça les montagnes | マルセリーヌ・ロリダン＝イヴェンス ヨリス・イヴェンス | フランス          | 1976年 |
| パリ、テキサス                | Paris, Texas                                                     | ヴィム・ヴェンダース                                  | 西ドイツ フランス | 1984年 |
| ざくろの色                    | Цвет граната                                                     | セルゲイ・パラジャーノフ                              | ソビエト連邦      | 1968年 |
| 巌窟の野獣                    | Jamaica Inn                                                      | アルフレッド・ヒッチコック                            | イギリス          | 1939年 |
| 東京オリンピック              | N/A                                                              | 市川崑                                                | 日本              | 1965年 |
| 不安                          | La paura                                                         | ロベルト・ロッセリーニ                                | イタリア 西ドイツ | 1954年 |

ドキュメンタリー
| 日本語題                     | 原題                                             | 監督                   | 製作国         | 製作年 |
| ---------------------------- | ------------------------------------------------ | ---------------------- | -------------- | ------ |
| キャノンフィルムズ爆走風雲録 | The Go-Go Boys: The Inside Story of Cannon Films | ヒラ・メダリア         | イスラエル     | 2014年 |
|                              | Life Itself                                      | スティーヴ・ジェームズ | アメリカ合衆国 | 2014年 |

### ビーチ・シネマ部門
ビーチ・シネマ部門では以下の10作品が上映された。オープニング作品はフェデリコ・フェリーニ監督の『8 1/2』である。
| 日本語題                                                    | 原題                            | 監督                         | 製作国                              | 製作年 |
| ----------------------------------------------------------- | ------------------------------- | ---------------------------- | ----------------------------------- | ------ |
| 8 1/2                                                       | 8½                              | フェデリコ・フェリーニ       | イタリア                            | 1963年 |
| 夕陽のガンマン                                              | Per qualche dollaro in più      | セルジオ・レオーネ           | イタリア 西ドイツ スペイン          | 1965年 |
| 続・夕陽のガンマン                                          | Il buono, il brutto, il cattivo | セルジオ・レオーネ           | イタリア                            | 1966年 |
|                                                             | United Passions                 | フレデリック・オービュルタン | フランス                            | 2014年 |
| セコンド/アーサー・ハミルトンからトニー・ウィルソンへの転身 | Seconds                         | ジョン・フランケンハイマー   | アメリカ合衆国                      | 1966年 |
| ウォリアーズ                                                | The Warriors                    | ウォルター・ヒル             | アメリカ合衆国                      | 1979年 |
| 大乱戦                                                      | La folie des grandeurs          | ジェラール・ウーリー         | フランス スペイン イタリア 西ドイツ | 1971年 |
| ポリエステル                                                | Polyester                       | ジョン・ウォーターズ         | アメリカ合衆国                      | 1981年 |
| パルプ・フィクション                                        | Pulp Fiction                    | クエンティン・タランティーノ | アメリカ合衆国                      | 1994年 |
| プリンス/パープル・レイン                                   | Purple Rain                     | アルバート・マグノーリ       | アメリカ合衆国                      | 1984年 |

## 審査員
以下の人物が各部門の審査員を務めた。

### 公式選出
コンペティション部門
- ジェーン・カンピオン（ ニュージーランド/映画監督）審査員長
- キャロル・ブーケ（ フランス/女優）
- ソフィア・コッポラ（ アメリカ合衆国/映画監督）
- レイラ・ハタミ（ イラン/女優）
- チョン・ドヨン（ 韓国/女優）
- ウィレム・デフォー（ アメリカ合衆国/俳優）
- ガエル・ガルシア・ベルナル（ メキシコ/俳優、映画監督）
- ジャ・ジャンクー（ 中国/映画監督）
- ニコラス・ウィンディング・レフン（ デンマーク/映画監督）

ある視点部門
- パブロ・トラペロ（ アルゼンチン/映画監督）審査員長
- ピーター・ベッカー（ アメリカ合衆国/クライテリオン・コレクション会長）
- マリア・ボネヴィー（ スウェーデン/女優）
- ジェラルディン・ペラス（ フランス/女優）
- ムサ・トゥーレ（ セネガル/映画監督）

短編およびシネファウンデーション部門
- アッバス・キアロスタミ（ イラン/映画監督）審査員長
- ノエミ・ルボフスキー（ フランス/女優、映画監督）
- ダニエラ・トマス（ ブラジル/映画監督）
- マハマト＝サレ・ハルーン（ チャド/映画監督）
- ヨアキム・トリアー（ ノルウェー/映画監督）

カメラ・ドール
- ニコール・ガルシア（ フランス/女優、映画監督）審査員長
- リシャール・アンコニナ（ フランス/俳優）
- ジル・ゲヤール（ フランス/VFX技術者）
- ソフィー・ガーサン（ フランス/ジャーナリスト、批評家）
- ヘレナ・クロツ（ フランス/映画監督）
- リサ・ネセルソン（ アメリカ合衆国/ジャーナリスト）
- フィリップ・ヴァン・リュー（ ベルギー/映画監督）

### 独立選出
批評家週間
- アンドレア・アーノルド（ イギリス/映画監督）審査員長
- ダニエラ・ミシェル（ メキシコ/批評家）
- フェルナンド・ガンゾ（ スペイン/雑誌編集長）
- ジョーダン・ミンツァー（ アメリカ合衆国/批評家）
- ジョナサン・ロムニー（ イギリス/批評家）

クィア・パルム
- ブルース・ラ・ブルース（ カナダ/映画監督）審査員長
- アンナ・マルガリータ・アルベロ（ キューバ/映画監督）
- ジョアン・フェレイラ（ ポルトガル/美術監督、リスボン・クィア映画祭プロデューサー）
- シャーロット・リピンスカ（ フランス/ジャーナリスト、女優）
- リッキー・マストロ（ ブラジル/ブラジル映画祭プロデューサー）

## 受賞結果
受賞結果は以下の通りである。

### 公式選出
コンペティション部門
- パルム・ドール：『雪の轍』 （ヌリ・ビルゲ・ジェイラン）
- グランプリ：『夏をゆく人々』 （アリーチェ・ロルヴァケル）
- 審査員賞：『Mommy/マミー』 （グザヴィエ・ドラン）、『さらば、愛の言葉よ』 （ジャン＝リュック・ゴダール）
- 監督賞：ベネット・ミラー （『フォックスキャッチャー』）
- 脚本賞：アンドレイ・ズビャギンツェフ、オレグ・ネーギン （『裁かれるは善人のみ』）
- 男優賞：ティモシー・スポール （『ターナー、光に愛を求めて』）
- 女優賞：ジュリアン・ムーア （『マップ・トゥ・ザ・スターズ』）

ある視点部門
- ある視点賞：『ホワイト・ゴッド 少女と犬の狂詩曲』 （ムンドルツォー・コルネール）
- 審査員賞：『フレンチアルプスで起きたこと』 （リューベン・オストルンド）
- ある視点特別賞：『セバスチャン・サルガド/地球へのラブレター』 （ヴィム・ヴェンダース、ジュリアーノ・リベイロ・サルガド）
- アンサンブル賞：『Party Girl』 （マリー・アマシューケリ、クレール・ブルジェ、サミュエル・セイス）
- 男優賞：デヴィッド・ガルピリル （『Charlie's Country』）

シネファウンデーション部門
- 第一位：『Skunk』 （アニー・シルバースタイン）
- 第二位：『Oh Lucy!』 （平柳敦子）
- 第三位：『Lievito Madre』 （フルビオ・リゾレオ）、『The Bigger Picture』 （デイジー・ジェイコブス）

カメラ・ドール
- カメラ・ドール：マリー・アマシューケリ、クレール・ブルジェ、サミュエル・セイス （『Party Girl』）

### 独立選出
監督週間
- 芸術映画賞：『ラヴ・アット・ファースト・ファイト』 （トマ・カイリー）
- SACD賞：『ラヴ・アット・ファースト・ファイト』 （トマ・カイリー）
- ヨーロッパ・シネマ・ラベル：『ラヴ・アット・ファースト・ファイト』 （トマ・カイリー）
- キャロッス・ドール：アラン・レネ

批評家週間
- グランプリ：『ザ・トライヴ』 （ミロスラヴ・スラボシュピツキー）
- 新人賞：『ザ・トライヴ』 （ミロスラヴ・スラボシュピツキー）
- SACD賞：『Hope』 （ボリス・ルシュキーヌ）
- ガン財団普及援助：『ザ・トライヴ』 （ミロスラヴ・スラボシュピツキー）

国際映画批評家連盟賞
- コンペティション部門：『雪の轍』 （ヌリ・ビルゲ・ジェイラン）
- ある視点部門：『約束の地』 （リサンドロ・アロンソ）
- 監督週間：『ラヴ・アット・ファースト・ファイト』 （トマ・カイリー）

エキュメニカル審査員賞
- エキュメニカル審査員賞：『禁じられた歌声』 （アブデラマン・シサコ）
- 特別表彰：『セバスチャン・サルガド/地球へのラブレター』 （ヴィム・ヴェンダース、ジュリアーノ・リベイロ・サルガド）、『Hermosa juventud』 （ハイメ・ロサレス）
- 40周年記念特別賞：『サンドラの週末』 （ジャン＝ピエール・ダルデンヌ、リュック・ダルデンヌ）

フランソワ・シャレ賞
- フランソワ・シャレ賞：『禁じられた歌声』 （アブデラマン・シサコ）
- 特別表彰：『セバスチャン・サルガド/地球へのラブレター』 （ヴィム・ヴェンダース、ジュリアーノ・リベイロ・サルガド）

クィア・パルム
- クィア・パルム：『パレードへようこそ』 （マシュー・ウォーカス）

ショパール・トロフィー
- 新人男優賞：ローガン・ラーマン
- 新人女優賞：アデル・エグザルホプロス

パルム・ドッグ賞
- パルム・ドッグ賞：ルーク、ボディ （『ホワイト・ゴッド 少女と犬の狂詩曲』）
- 特別賞：ロクシー・ミエヴィル （『さらば、愛の言葉よ』）